# أي بي سي-كليو
أي بي سي-كليو هي شركة نشر للأعمال المرجعية الأكاديمية والدوريات في المقام الأول حول مواضيع مثل التاريخ والعلوم الاجتماعية لإعدادات المكتبات التعليمية والعامة. توفر أي بي سي-كليو خدمة لخمسة عشر قاعدة بيانات مختلفة على الإنترنت تحتوي على أكثر من مليون كتاب مدرسي عبر الإنترنت. تستشير الشركة القادة الأكاديميين في المجالات التي يغطونها من أجل توفير السلطة لألقابهم المرجعية. يقع المقر الرئيسي في سانتا باربرا في كاليفورنيا.